# Liste der polnischen Botschafter in Australien

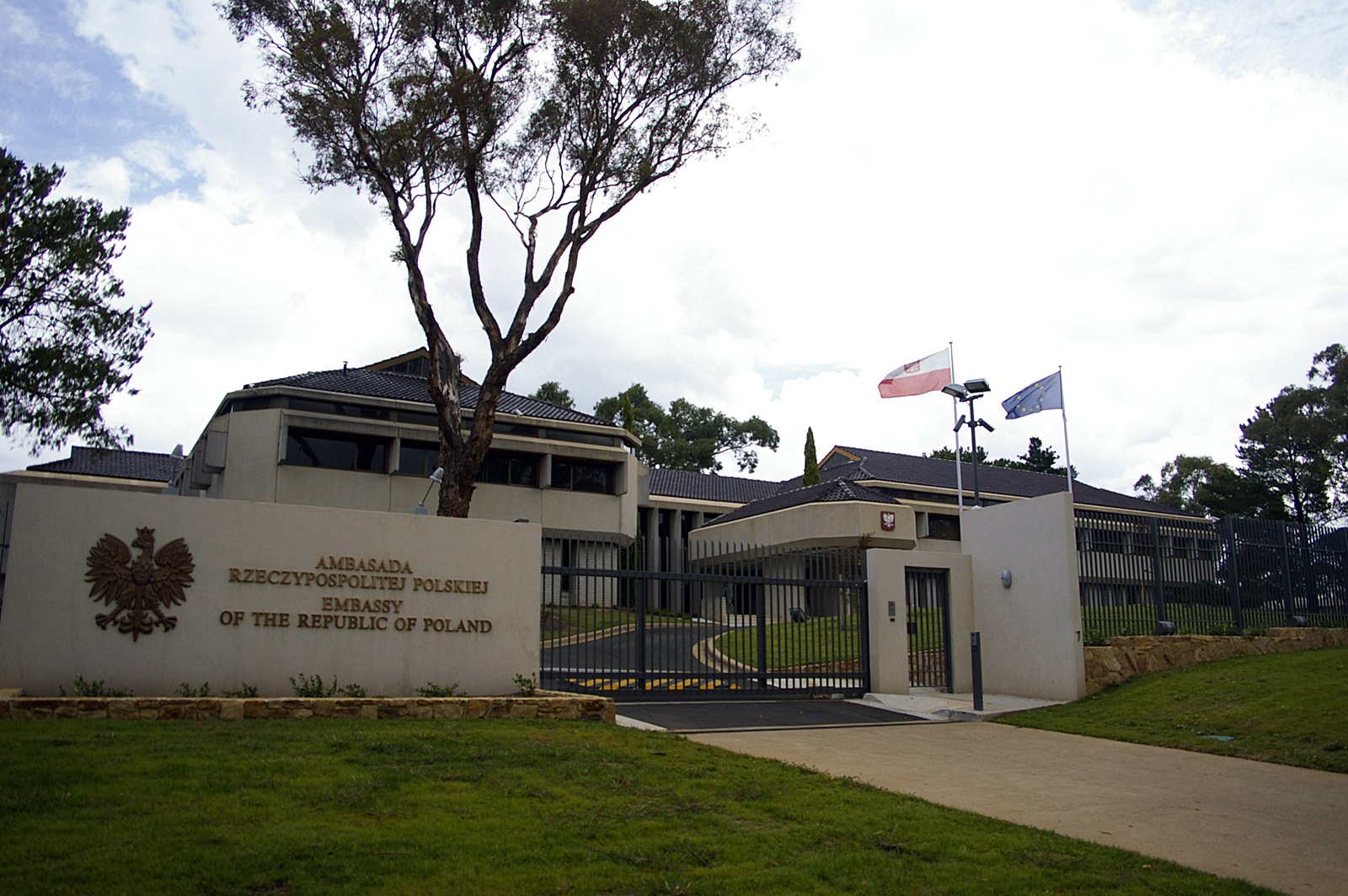
Die polnische Botschaft befindet sich in der Turrana Street, Canberra

Dies ist eine Liste der polnischen Botschafter in Australien.

## Botschafter
| Ernannt       | Name                 | Bemerkungen | ernannt während der Regierung von | akkreditiert während der Regierung von | Posten verlassen |
| ------------- | -------------------- | --- | --------------------------------- | -------------------------------------- | ---------------- |
| 1933          | Władysław Noskowski  | Generalkonsul, auch in Neuseeland akkreditiert                                                                            | Ignacy Mościcki                   | Joseph Lyons                           | 1941             |
| 1941          | Sylwester Gruszka    | | Władysław Raczkiewicz             | Arthur Fadden                          | 1945             |
| 13. Dez. 1972 | Ryszard Hoszowski    | Geschäftsträger | Henryk Jabłoński                  | Gough Whitlam                          |                  |
| 15. Nov. 1973 | Eugeniusz Wiśniewski | | Henryk Jabłoński                  | Gough Whitlam                          |                  |
| 27. Apr. 1978 | Ryszard Frąckiewicz  | trat 1960 in den auswärtigen Dienst, ab 1988 in der Botschafter in Tokio                                                  | Henryk Jabłoński                  | Malcolm Fraser                         |                  |
| 21. Okt. 1983 | Ireneusz Kossakowski | (* 1931) | Henryk Jabłoński                  | Bob Hawke                              |                  |
| 7. Dez. 1987  | Antoni Pierzchała    | (* 1930) 1982 Botschafter in Kairo, 1985 Botschafter in Beirut auch in Amaan akkreditiert, 1987 Botschafter in Montevideo | Wojciech Jaruzelski               | Bob Hawke                              |                  |
| 25. März 1993 | Agnieszka Morawińska | | Lech Wałęsa                       | Paul Keating                           |                  |
| 27. Nov. 1997 | Tadeusz Szumowski    | | Aleksander Kwaśniewski            | John Howard                            |                  |
| 30. Jan. 2003 | Jerzy Więcław        | | Aleksander Kwaśniewski            | John Howard                            |                  |
| 1. Aug. 2007  | Bogumiła Więcław     | Geschäftsträger |                                   | Kevin Rudd                             | 30. Sep. 2007    |
| 1. Okt. 2007  | Grzegorz Sokół       | Geschäftsträger |                                   | Kevin Rudd                             | 7. Jan. 2008     |
| 7. Jan. 2008  | Witold Krzesiński    | Geschäftsträger |                                   | Kevin Rudd                             | 23. Okt. 2008    |
| 30. Okt. 2008 | Andrzej Jaroszyński  | 24. Oktober 2008 ernannt                                                                                                  | Lech Kaczyński                    | Kevin Rudd                             |                  |
| 30. Apr. 2013 | Paweł Milewski       | [ 2 ] | Bronisław Komorowski              | Julia Gillard                          | 2017             |
| 26. Nov. 2017 | Michał Kołodziejski  | | Andrzej Duda                      | Malcolm Turnbull                       | 2022             |
| 6 Sep. 2023   | Maciej Chmieliński   | |                                   |                                        | Jul. 2024        |